# VID
VID (en ruso: ВИД, estilizado como ВИD, literalmente «vista»; acrónimo de Vzglyad i Drugiye, «perspectivas y otras»), también conocido como VIDgital (en ruso: ВИDgital), es una empresa de producción de televisión rusa y ex-soviética fundada el 2 de octubre de 1987. VID es mejor conocido por producir los programas de televisión Wait for Me (en ruso: Жди меня), diseñados para ayudar a las personas a encontrar a sus seres queridos y Pole Chudes (en ruso: Поле чудес), que es una popular versión rusa de Wheel of Fortune. La empresa también es famosa por su logo «crudo y aterrador», tanto a nivel sonoro como visual. Después de la introducción de este logo, hubo muchas quejas de padres y niños pequeños a quienes les pareció simplemente aterrador verlo, especialmente porque también precedió a los títulos para niños. Recientemente, este logo ha generado bastante anteción en Internet debido a su «rareza».